# Новознаменовка
Новознаменовка (укр. Новознаменівка) — село в Александровской поселковой общине Краматорского района Донецкой области Украины.

## Общие сведения
Население по переписи 2001 года составляло 125 человек. Почтовый индекс — 84051. Телефонный код — 6269.